# Gonionchus cumbraensis
Gonionchus cumbraensis is een rondwormensoort uit de familie van de Xyalidae. De wetenschappelijke naam van de soort is voor het eerst geldig gepubliceerd in 1981 door Benwell.